# 柏飛行場

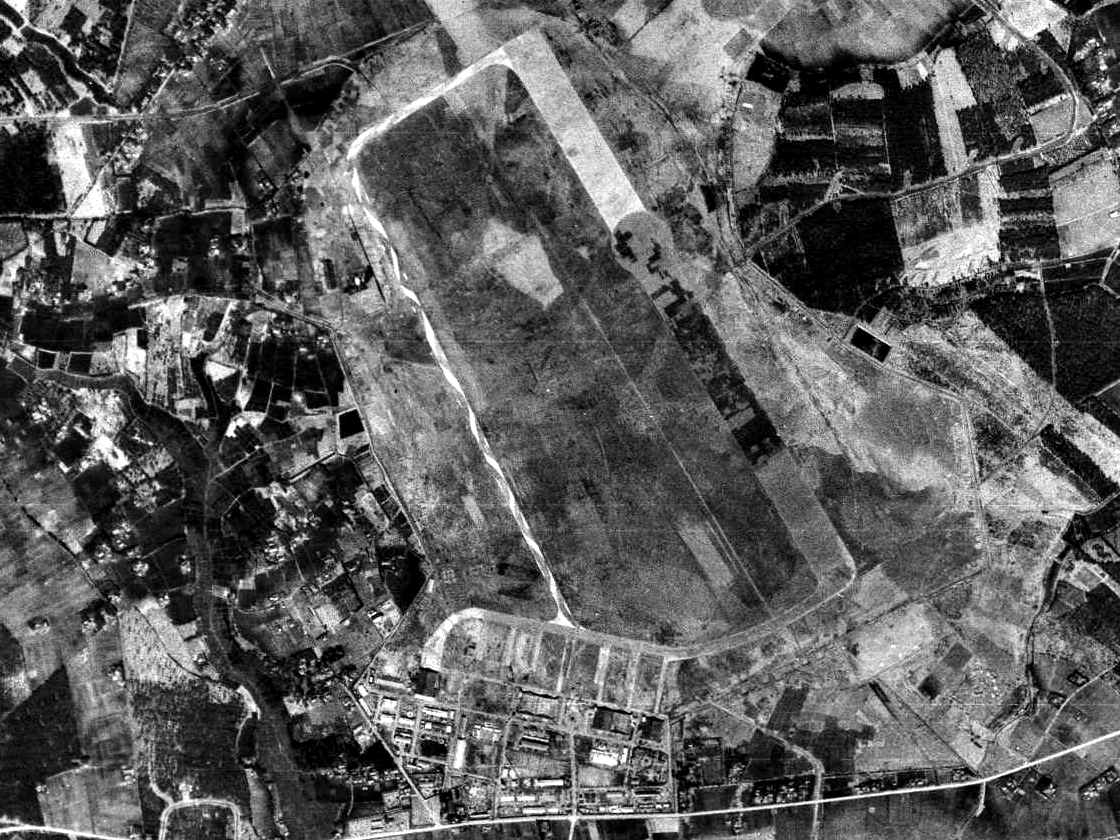
柏飛行場跡地の空中写真（1946年）

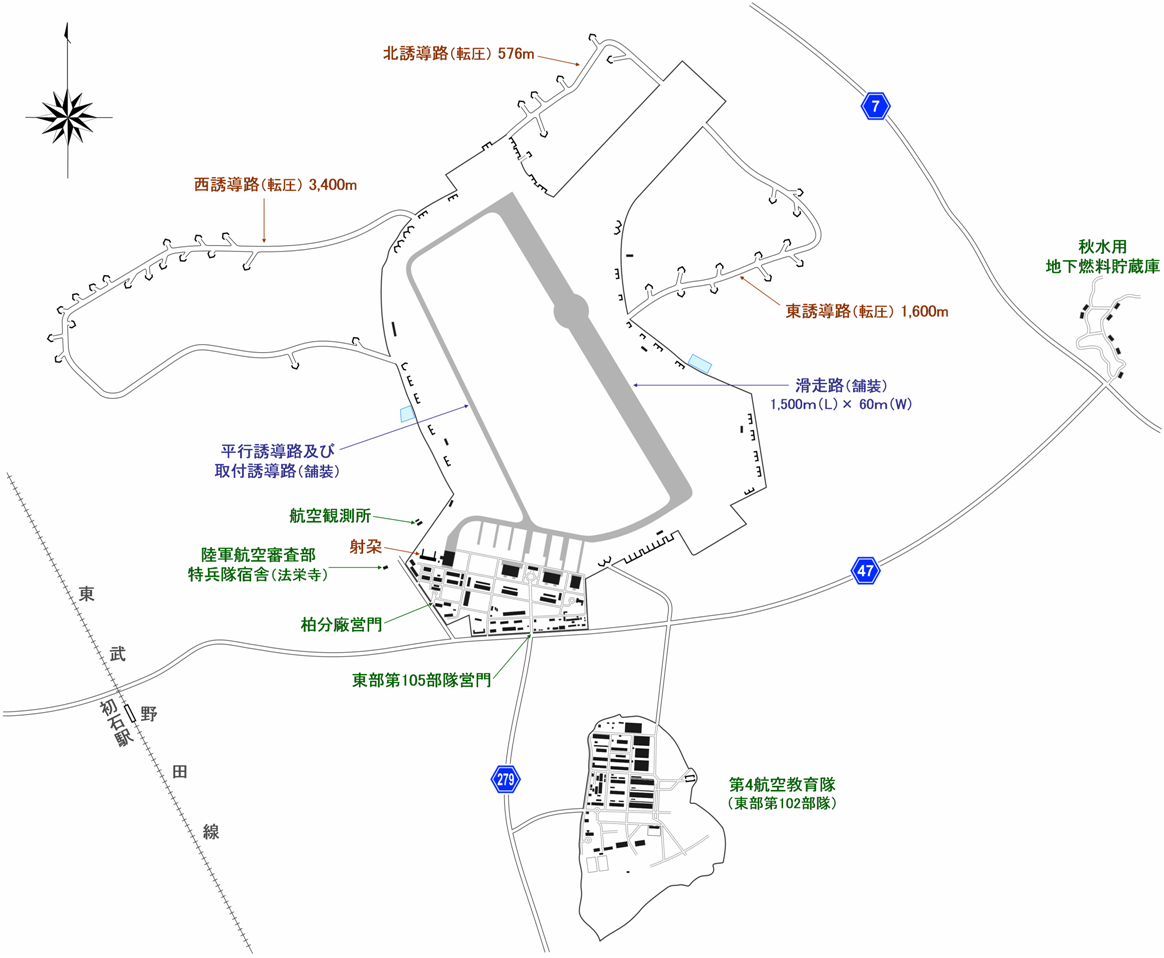
柏飛行場略図

柏飛行場（かしわひこうじょう）は、かつて千葉県東葛飾郡田中村大字十余二（現:柏市柏の葉）に存在した大日本帝国陸軍の軍用飛行場。別名「東部第105部隊」。

## 概要
- 総面積 - 約264ha（終戦時）
- 滑走路 - コンクリート舗装 全長1,500m、全幅60m 1本（ターニングパッド1箇所）
- 飛行機分散秘匿用誘導路 - 3本
  - 東誘導路 - 未舗装転圧 1,600m
  - 西誘導路 - 未舗装転圧 3,400m
  - 北誘導路 - 未舗装転圧 576m
- 兵舎収容人員 - 約1,500名分
- 掩体 - 79基（無蓋）
- 燃料・弾薬集積（昭和20年5月当時）
  - 燃料 - 航空機用揮発油ドラム缶2,000本、自動車用40本
  - 機関砲弾 - 12.7mm弾6万発、20mm弾4万発
  - 爆弾 - 500kg爆弾30発、250kg爆弾50発、100kg爆弾240発

1937年（昭和12年）1月に策定された「長期航空軍備計画」に基づき要地防空のための施設を首都周辺に求めていた陸軍に対し、地域振興策の一環として軍施設の誘致活動が行われた結果、新設飛行場用地として選定され、1938年（昭和13年）11月に柏陸軍飛行場（東部第105部隊）として開設された。
間もなく立川飛行場から飛行第5戦隊の部隊本部が転営し、1939年（昭和14年）には、飛行場南側の高田原・十余二梅林地区（後の柏機械金属工業団地付近）に飛行機の整備に関する訓練や教育を行う第4航空教育隊（東部第102部隊）が開設されたほか、飛行場に配備されていた飛行機や車両の整備・点検を行う補給機関として、兵営の西側に位置する八木村駒木新田（現・流山市駒木台）地区に陸軍航空廠立川支廠柏分廠が開設された。その後も数次に及ぶ拡張が行われるとともに、諸施設の充実がはかられた。
当初は主に訓練飛行が行われ飛行第5戦隊が錬成を重ねていたが、同戦隊の南方進出後は戦局の悪化に伴って部隊の前線転用が相次いだため、飛行第87戦隊、飛行第1戦隊、飛行第18戦隊、飛行第70戦隊の各部隊がほぼ入れ替わる形で展開し、B-29による関東地方への本格的な空襲が始まった1944年（昭和19年）11月以降は頻繁に邀撃出動が行なわれた。また、本土における作戦準備の一環として空地分離が実施されたため、1944年（昭和19年）8月から終戦までに航空地区部隊として第7飛行場大隊、第4独立整備隊、第3飛行場大隊の各部隊が展開、発進準備や施設管理など各種地上支援任務を担当した。
飛行場周辺は東側の隣接地に広がっていた林以外に特に目立った障害物が存在しなかったことから、日本初のロケット戦闘機秋水の基地として指定され、同機の制式採用後は飛行第70戦隊において機種改変を実施し対B-29邀撃へ実戦配備する予定であった。このため、1945年（昭和20年）に入ると実用実験のため多摩飛行場から陸軍航空審査部特兵隊が展開、近隣の法栄寺を宿舎として終戦まで飛行実験を行った。飛行場から数km離れた田中村大室・花野井地区には地下燃料貯蔵庫が建設され、2010年（平成22年）までに5基が確認されている。

## 沿革
- 1937年（昭和12年）
  - 6月 - 陸軍近衛師団経理部、千葉県東葛飾郡田中村大字十余二に新飛行場建設を決定。
  - 9月2日 - 用地買収契約締結。
  - 9月28日 - 測量開始。
- 1938年（昭和13年）
  - 1月25日 - 建設起工式挙行。
  - 11月29日 - 柏陸軍飛行場（東部第105部隊）完成。
  - 12月 - 立川飛行場から飛行第5戦隊本部が転営。
- 1939年（昭和13年）
  - 2月 - 飛行場南側の高田原・十余二梅林地区に第4航空教育隊（東部第102部隊）が転営。
  - 4月 - 兵営地区西側に陸軍航空廠立川支廠柏分廠を開設。
  - 6月 - 飛行第5戦隊の二個中隊（九五式戦闘機装備）が移駐。
- 1940年（昭和15年）
  - 9月 - 飛行第5戦隊、九七式戦闘機への機種改変を開始。
- 1941年（昭和16年）
  - 6月 - 飛行場の排水用遊水地を開墾（2ヶ所、現・柏市正連寺および流山市駒木台）。
  - 7月 - 飛行第5戦隊より飛行第54戦隊を分離編成。
  - 11月 - 飛行第54戦隊、中国戦線に進出。
- 1942年（昭和17年）
  - 1月 - 拡張工事を実施（隊舎など）。
  - 3月 - 飛行第5戦隊、二式複座戦闘機への機種改変を開始。
  - 夏 - 松戸飛行場から独立飛行第47中隊（二式単座戦闘機装備）が移駐。
- 1943年（昭和18年）
  - 3月 - 独立飛行第47中隊、調布飛行場に移駐。
  - 6月 - 満洲から飛行第87戦隊（二式単座戦闘機装備）が移駐。
  - 7月10日 - 飛行第5戦隊、南方船団掩護のため東ニューギニア・豪北方面へ進出。
  - 秋 - 飛行場設定隊演習により拡張される（現・柏市新十余二地区）。
  - 11月25日 - 満洲から飛行第1戦隊（一式戦闘機装備）が移駐。
  - 12月2日 - 飛行第87戦隊、油田地帯防空任務のためパレンバンへ進出。
- 1944年（昭和19年）
  - 4月 - 飛行第1戦隊、四式戦闘機への機種改変を開始。
  - 7月 - 空襲による飛行場被害対策のため飛行機分散秘匿所を設置。
  - 8月30日～9月30日 - 北九州防空任務のため飛行第1戦隊を雁ノ巣飛行場に派遣。
  - 10月 - 調布飛行場から飛行第18戦隊（三式戦闘機装備）、松戸飛行場から飛行第70戦隊残置隊（二式単座戦闘機装備）が移駐。
  - 10月8日 - 飛行第1戦隊、捷一号一次下令によりフィリピンに進出。
  - 11月7日 - 鞍山飛行場（満洲）から飛行第70戦隊本隊が移駐。
  - 11月11日 - 飛行第18戦隊、残置隊（三式戦闘機約15機）を残しフィリピンに進出。
  - 12月 - 飛行第70戦隊、震天制空隊を編成。
- 1945年（昭和20年）
  - 1月 - 飛行第18戦隊残置隊、震天制空隊を編成。
  - 3月 - 陸軍航空審査部特兵隊、秋水の実用実験のため軽滑空機（MXY8「秋草」）による飛行試験開始。
  - 3月 - 飛行第18戦隊残置隊、五式戦闘機への機種改変を開始。
  - 6月 - 飛行第70戦隊、四式戦闘機への機種改変を開始。
  - 6月 - 飛行第18戦隊残置隊、戦力損耗のためフィリピン戦線から帰還した本隊と共に松戸飛行場に移駐。
  - 8月 - 霞ヶ浦海軍航空隊から天山艦上攻撃機の曳航で秋水重滑空機を空輸。
  - 8月10日 - P-51来襲。飛行第70戦隊第1中隊長の本多大尉が離陸完了直前に攻撃を受け戦死。
  - 8月11日 - 秋水重滑空機の試験飛行実施。低空で曳航索が外れたため失速し墜落・大破。
  - 8月15日 - 終戦により武装解除。銃器・弾薬が旧流山橋の橋脚付近の江戸川へ廃棄される。
  - 9月中旬 - 占領軍の指示により、飛行第70戦隊の二式単戦4機を横須賀海軍航空隊（追浜飛行場）へ空輸。
  - 10月20日 - 米陸軍第112騎兵連隊戦闘団砲兵中隊により占領。

## 終戦後
アメリカ軍がテストに用いるため追浜飛行場に空輸を命じた4機の二式単戦を除く全ての戦闘機が武装解除によって廃棄され、1945年（昭和20年）10月20日にはアメリカ陸軍第112騎兵連隊戦闘団の砲兵中隊75名が下志津飛行場から柏飛行場へ移駐して占領を行った。ほぼ同時期に食糧増産緊急事業によって農地転用が決定していたため、11月には引揚者や旧軍人・軍属など約140名が入植して開墾が始められた。占領部隊は10月30日に一個小隊が藤ヶ谷飛行場へ移駐していたことなどから20名程度に規模が縮小し、翌年1月16日の部隊解散までには全ての兵力が撤退した。また、陸軍省の廃止と共に柏飛行場は大蔵省の管轄となり、1947年（昭和22年）10月には大蔵財産から農林財産へと所管換えされ、さらに1949年（昭和24年）2月には農地として入植者たちに売渡された。
その翌年の1950年（昭和25年）6月に朝鮮戦争が勃発し、同年7月と翌年6月の2度にわたって開拓農地の大半はアメリカ軍に接収された。当時、アメリカ陸軍の将校が視察のためL-6連絡機で現地を訪れており、これが柏飛行場に離着陸を行った事実上最後の固定翼機となった。なお、滑走路や誘導路は農地として開墾される過程で土地の保水力低下や水捌け悪化の原因（大量降雨時の耕作地への雨水流入など）につながるため路面のコンクリート舗装が剥がされており、柏無線送信所（後の柏通信所）として実際の運用が始まった1954年（昭和29年）頃までには、アメリカ軍が囲障区域の出入路をアスファルトで舗装した箇所以外は全ての舗装が既に撤去されていた。これらは30年後に土地区画整理事業が施行されるまでは砂利や割栗石が敷かれた未舗装路のままとなっていた。
接収を免れた兵営地区の中央部分には、1956年（昭和31年）に航空自衛隊の指揮管理に関する送信業務を主として行なう柏送信所（約69,000m2）が開設され、現在も航空システム通信隊システム管理群によって運用されている。その他の非接収区域に該当する跡地は現在までに将校集会所跡付近が保育園、東端の格納庫跡付近が養護学校、部隊正門跡付近が柏警察署高田原交番、被服庫・縫製工場跡付近がスーパー、柏分廠跡付近が住宅地などになっており、飛行場北東の拡張部分（滑走帯跡）は十余二工業団地となっている。
アメリカ軍から全面返還された後の跡地は現在までに千葉県立柏の葉公園をはじめ、東大柏キャンパスなどの研究教育施設や、財務省税関研修所・関税中央分析所、国土交通大学校、警察庁科学警察研究所、国立がん研究センター東病院などの国・官公庁関連施設などとして利用されているほか、市立小学校、県立高校、柏の葉公園住宅などになっている。

## その他
柏飛行場がB-29の爆撃を直接受けたことはなかったが、終戦までに周辺地域へ2機のB-29が墜落した。1945年（昭和20年）3月10日の東京大空襲を終えて帰還中だったB-29のうち、編隊最後尾を飛んでいた1機が対空砲火で損傷（飛行場防護のため隣接地の田中村若柴に配置されていた高射砲によるものとの説がある）空中分解し、飛行場から北西約4 kmに位置する福田村（後の野田市）下三ヶ尾の駒形神社付近の畑へ墜落、搭乗員10名が死亡した。
墜落直前に2名が脱出し、飛行場付近へ落下傘降下した様子を目撃した近隣住民が通報、警防団も協力して捜索が始められ、うち1名は降下した田中村正連寺付近で拘束された。飛行場北端へ降下した別の1名は払暁後、田中村十余二と大青田の字境付近に位置する林の中で缶詰の携帯食を食べていたところを警防団員と第3飛行場大隊の隊員らが発見し拘束、いずれも東京憲兵隊市川分隊柏分遣隊へ身柄が引き渡された。その後、正連寺に降下した1名は重傷を負っており瀕死状態だったため薬殺、飛行場に降下した1名は東京陸軍刑務所に収容されていたが、5月25日深夜から26日未明にかけての東京空襲で焼死した。
この5月25日の空襲の際は、東京方面から北東に向かって飛行していたB-29がエンジンから火を噴いて操縦不能に陥り（日本軍機の邀撃によるものとの説がある）、東葛地域上空で数kmの範囲を旋回したのち、飛行場から西方約2 kmの新川村桐ケ谷新田（後の流山市西初石）付近で松の木々を200 mにわたってなぎ倒しながら墜落、機体は爆発炎上し11名の搭乗員全員が死亡している。搭乗員の遺体は簡素に埋葬されていたが、終戦後、墜落したB-29搭乗員の取扱いに関して一般住民も含めBC級戦犯として訴追されるケースがあったことから、改めて掘り返して遺骨を丁重に埋葬し、調査に来た占領軍がこれを回収した。